# Serie B Profesional de Chile 1935
A Serie B Profesional de Chile de 1935 foi a 1ª edição do campeonato do futebol do Chile, segunda divisão. Em turno único os 5 clubes jogam todos contra todos. Todos seus integrantes vieram do Campeonato Chileno de Futebol de 1934 (sétimo a décimo terceiro lugar).. Não havia ascenso para o Campeonato Chileno de Futebol de 1936, mas havia descenso para a Sección Amateur de la Asociación de Football de Santiago

## Participantes
| Equipe                               | Cidade           | Região                | No ano anterior | Estádio                       | Capacidade | Títulos        | Participações |
| ------------------------------------ | ---------------- | --------------------- | --------------- | ----------------------------- | ---------- | -------------- | ------------- |
| Club de Deportes Green Cross         | Santiago         | Província de Santiago | Estreante       | Estádio Carabineros           | 12.000     | 0 (não possui) | 1             |
| Morning Star Sport Club              | Independencia    | Província de Santiago | Estreante       | Estádio Carabineros           | 12.000     | 0 (não possui) | 1             |
| Santiago National Football Club      | Santiago         | Província de Santiago | Estreante       | Estádio Santa Laura           | 22.375     | 0 (não possui) | 1             |
| Carlos Walker Martínez Football Club | Santiago         | Província de Santiago | Estreante       | Estádio Santa Laura           | 22.375     | 0 (não possui) | 1             |
| Deportivo Alianza                    | Santiago         | Província de Santiago | Estreante       | Estádio Santa Laura           | 22.375     | 0 (não possui) | 1             |
| Ferroviarios de Chile                | Estación Central | Província de Santiago | Estreante       | Estádio Población Los Nogales | 330        | 0 (não possui) | 1             |
| Club Universidad de Chile            | Santiago         | Província de Santiago | Estreante       | Estádio Santa Laura           | 22.375     | 0 (não possui) | 1             |

## Campeão
| Campeão Chileno Serie B 1935                                   |
| -------------------------------------------------------------- |
| Santiago National Football Club (Santiago) (1º título) Campeão |